# Bogata narzeczona
Bogata narzeczona (ros. Богатая невеста) – radziecka komedia muzyczna z 1938 roku w reżyserii Iwana Pyrjewa.

## Opis fabuły
Pierwszy film z serii komedii kołchozowych Iwana Pyrjewa. W jednym z ukraińskich kołchozów rozkwita uczucie traktorzysty Pawła i kołchoźnicy Marinki. Intrygant Kowynko pracujący w kołchozie jako rachmistrz także zabiega o względy Marinki i stawia kolejne przeszkody przed zakochanymi.

## Obsada
- Marina Ładynina jako Marinka Łukasz
- Boris Biezgin jako Pawło Zgara
- Fiodor Kurichin jako Naum Wasiljewicz Workun
- Iwan Lubeznow jako Aleksiej Kowynko
- Aleksandr Antonow jako Daniło Budiak
- Anna Dmochowska jako Papaga Fiedorowna
- Dmitrij Kapka jako brygadzista
- Iwan Matwiejew jako Sienka
- Lubow Swiesznikowa
- Stiepan Szagajda
- Iwan Bondar
- Natalija Giebdowska